# Průsmyk San Marco
Průsmyk San Marco (italsky Passo San Marco) je horský průsmyk, který spojuje údolí Val Brembana s údolím Valtellina v Orobských Alpách, leží v nadmořské výšce 1 992 m. První silnice přes něj byla postavená koncem 16. století.

## Historie
Na konci 16. století bylo Bergamo a jeho okolí součástí Benátské republiky a Valtellina byla součástí Graubündenu. V posledních letech století se Benátská republika rozhodla vybudovat novou silnici, která by umožnila vytvořit nové vazby mezi Graubündenem a Benátskou republikou, aniž by procházela přes Milánské vévodství. Byla tedy postavena zpevněná cesta průsmykem San Marco. V blízkosti průsmyku v nadmořské výšce 1 830 m se nachází dům Ca San Marco, postavený také na konci 16. století, dnes turistická chata. Po druhé světové válce byla postavena nová silnice.
V letech 1986, 1987, 1988 a 2007 vedla průsmykem vedla trasa cyklistického závodu Giro d'Italia.